# Großmonra
Großmonra este o comună din landul Turingia, Germania.